# Otto Sander
Pour les articles homonymes, voir Sander.
Otto Sander, né le 30 juin 1941 à Hanovre et mort à Berlin le 12 septembre 2013 est un acteur allemand, interprète de l'ange Cassiel dans Les Ailes du désir de Wim Wenders.

## Biographie
Otto Sander a grandi à Peine et à Cassel. À la fin de ses études, il effectue son service militaire comme officier de réserve dans la marine, puis étudie les sciences du théâtre, l'histoire de l'art et la philosophie. En 1965, il fait ses débuts d'acteur. Après son premier film, toujours en 1965, il se rend à Munich afin de devenir acteur à temps plein.
Sa carrière est étroitement liée au Schaubühne de Berlin, où il a joué sous la direction de Peter Stein. Sa voix chaude et forte lui a valu le surnom de The Voice (en anglais). Sander a souvent été employé comme narrateur de documentaires pour la télévision, et a lu de nombreux « livres parlés » dans les années 1990.
En 1990, il a été membre du jury au 40e Festival international du film de Berlin.
Un de ses rôles a été celui de l'ange Cassiel dans Les Ailes du désir de Wim Wenders.
Il fait également du doublage de films. Il prête sa voix entre autres à Dustin Hoffman et à Ian McKellen.
Otto Sander est marié avec l'actrice Monika Hansen et est donc le beau-père de Ben et Meret Becker.
Il est élu membre de l'Académie des arts de Berlin en 1985.

## Filmographie sélective

### Films de fiction
- 1964 : Ludwig de Roland Klick (court-métrage)
- 1970 : Nicht fummeln, Liebling (de) de May Spils
- 1973 : Einer von uns beiden de Wolfgang Petersen
- 1974 : Meine Sorgen möcht' ich haben de Wolf Gremm
- 1975 : Les Estivants (Sommergäste) de Peter Stein
- 1976 : La Marquise d'O... (Die Marquise von O.) d'Éric Rohmer
- 1978 : Phantom de René Perraudin et Uwe Schrader (court-métrage)
- 1979 : Le Tambour (Die Blechtrommel) de Volker Schlöndorff : Meyn
- 1980 : Palermo (Palermo oder Wolfsburg) de Werner Schroeter
- 1980 : Kalt wie Eis de Carl Schenkel
- 1980 : Rückwärts de René Perraudin (court-métrage)
- 1981 : Das Boot (également intitulé Le Bateau) de Wolfgang Petersen
- 1981 : Der Mann im Pyjama de Christian Rateuke et Hartmann Schmige
- 1981 : Wer spinnt denn da, Herr Doktor? (de) de Stefan Lukschy et Christian Rateuke
- 1981 : Recycling de Heiko von Swieykowski (court-métrage)
- 1983 : Un amour en Allemagne (Eine Liebe in Deutschland) d'Andrzej Wajda
- 1984 : Der Mord mit der Schere de René Perraudin (court-métrage)
- 1985 : Miko, aus der Gosse zu den Sternen de Frank Ripploh
- 1985 : Caspar David Friedrich – Grenzen der Zeit de Peter Schamoni
- 1985 : Close up de René Perraudin (court-métrage)
- 1986 : Rosa Luxemburg (Die Geduld der Rosa Luxemburg) de Margarethe von Trotta
- 1986 : Richard et Cosima (Wahnfried / Richard und Cosima) de Peter Patzak : Richard Wagner
- 1987 : Les Ailes du désir (Der Himmel über Berlin) de Wim Wenders : Cassiel
- 1987 : Monsieur Spalt par exemple (Z.B. ... Otto Spalt) de René Perraudin
- 1988 : Der Weg zum Ruhm de Christoph Eichhorn
- 1989 : Der Bruch de Frank Beyer
- 1989 : Vorwärts de René Perraudin
- 1990 : Zeit der Rache d'Anton Peschke
- 1991 : Amaurose de Dieter Funk
- 1991 : Lyrische Suite. Das untergehende Vaterland de Harald Bergmann
- 1992 : Inge, April und Mai de Gabriele Denecke et Wolfgang Kohlhaase
- 1993 : Si loin, si proche ! (In weiter Ferne, so nah!) de Wim Wenders
- 1993 : Der Kinoerzähler de Bernhard Sinkel
- 1993 : Der olympische Sommer de Gordian Maugg
- 1993 : Hölderlin-Comics de Harald Bergmann
- 1994 : Tri sestry (Три сестры) de Sergey Solovyov
- 1994 : Bíódagar de Friðrik Þór Friðriksson
- 1994 : Les Années du mur (Das versprechen) de Margarethe von Trotta
- 1994 : Apokalypse Pink de Martin Walz (court-métrage)
- 1994 : M Ein fest für Beyhau d'Ayse Polat (court-métrage)
- 1995 : Gespräch mit dem Biest d'Armin Mueller-Stahl
- 1995 : Das Loch de Matthias Heise (court-métrage)
- 1996 : Killer Kondom (Kondom des Grauens) de Martin Walz
- 1996 : Truck stop de Michael Muschner
- 1996 : Abendbrot de Sören Voigt (court-métrage)
- 1997 : Comedian Harmonists de Joseph Vilsmaier
- 1997 : Der Traum von der Freiheit de Jürgen Stumpfhaus
- 1998 : ¿Bin ich schön? de Doris Dörrie
- 1998 : Untersuchung an Mädeln de Peter Payer
- 1999 : The Einstein of sex : Le Travail de Docteur Magnus (Der Einstein des sex) de Rosa von Praunheim
- 1999 : Marlene de Joseph Vilsmaier
- 2000 : Sass de Carlo Rola
- 2001 : 100 Pro (Heute nacht geht was : 100 Pro) de Simon Verhoeven
- 2001 : Morgengrauen de Wolfgang Dinslage (court-métrage)
- 2003 : Donau, Duna, Dunaj, Dunav, Dunarea de Goran Rebic
- 2005 : Little spoon de Régine Provvedi (court-métrage)
- 2007 : Le Cœur est une étrange forêt obscure (Das herz ist ein dunkler wald) de Nicolette Krebitz
- 2008 : Le Maître des sorciers (Krabat) de Marco Kreuzpaintner
- 2010 : Das Leben ist zu lang de Dani Levy
- 2012 : Fly Away (Bis zum Horizont, dann links!) de Bernd Böhlich

### Rôles de narrateur
- 1990 : Werner – Beinhart! (de) de Gerhard Hahn, Niki List et Michael Schaack
- 1999 :Un jour en septembre : dans la version allemande, les commentaires sont du comédien
- 2006 : Parfums - L'histoire d'un meurtrier de Tom Tykwer : (narrateur)
- 2007 : Le Petit Roi Macius, le film de Jesse Sandor et Lutz Stützner : Erasmus
- 2008 : Krabat de Marco Kreuzpaintner : (narrateur)

### Films documentaires
- 1995 : Lumière et Compagnie, segment de Wim Wenders
- 2012 : Roland Klick : The heart is a hungry hunter de Sandra Prechtel

### Film expérimental
- 1978 à aujourd'hui : Cinématon de Gérard Courant

### Séries et feuilletons télévisés
- 1992 : Série V comme vengeance : Manipulations d'Andy Bausch
- 2000 : Les Misérables de Josée Dayan : Monseigneur Bienvenu Myriel

### Réalisation
- 1977 : Die ganz begreifliche Angst vor Schlägen (TV) - coréalisation avec Jan Kauenhowen et Hannes Klett
- 1982 : Gedächtnis: Ein Film für Curt Bois und Bernhard Minetti - coréalisation avec Bruno Ganz